# Спартак (река)
Спартак — река в Невском районе Санкт-Петербурга, левый приток Невы, в некоторых источниках упоминается как ручей. Находится под Большим Обуховским мостом на территории сада «Спартак».

## История
Названа в 1930-е годы в честь сада «Спартак», относившегося ранее к усадьбе Апраксиных.